# Josef Richard Kaelin
Josef Richard Kaelin, auch Kälin (* 22. September 1918 in Einsiedeln; † 9. Juli 1993 in Stans; Pseudonym: JRK), war ein Schweizer Erfinder, Filmproduzent und Künstler.

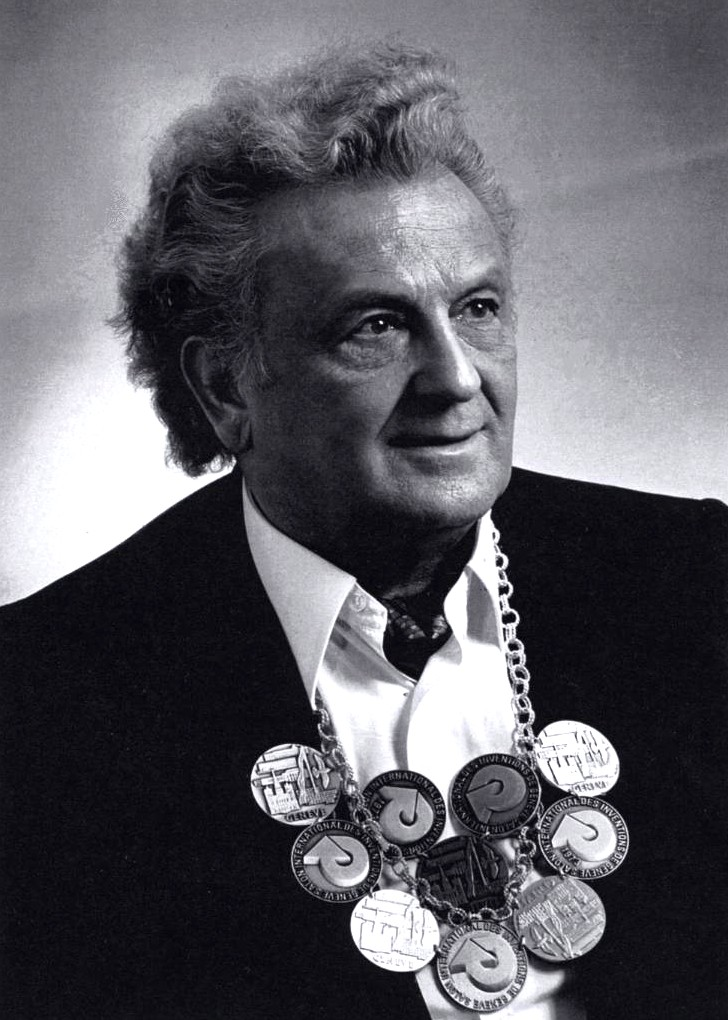
Josef Richard Kaelin

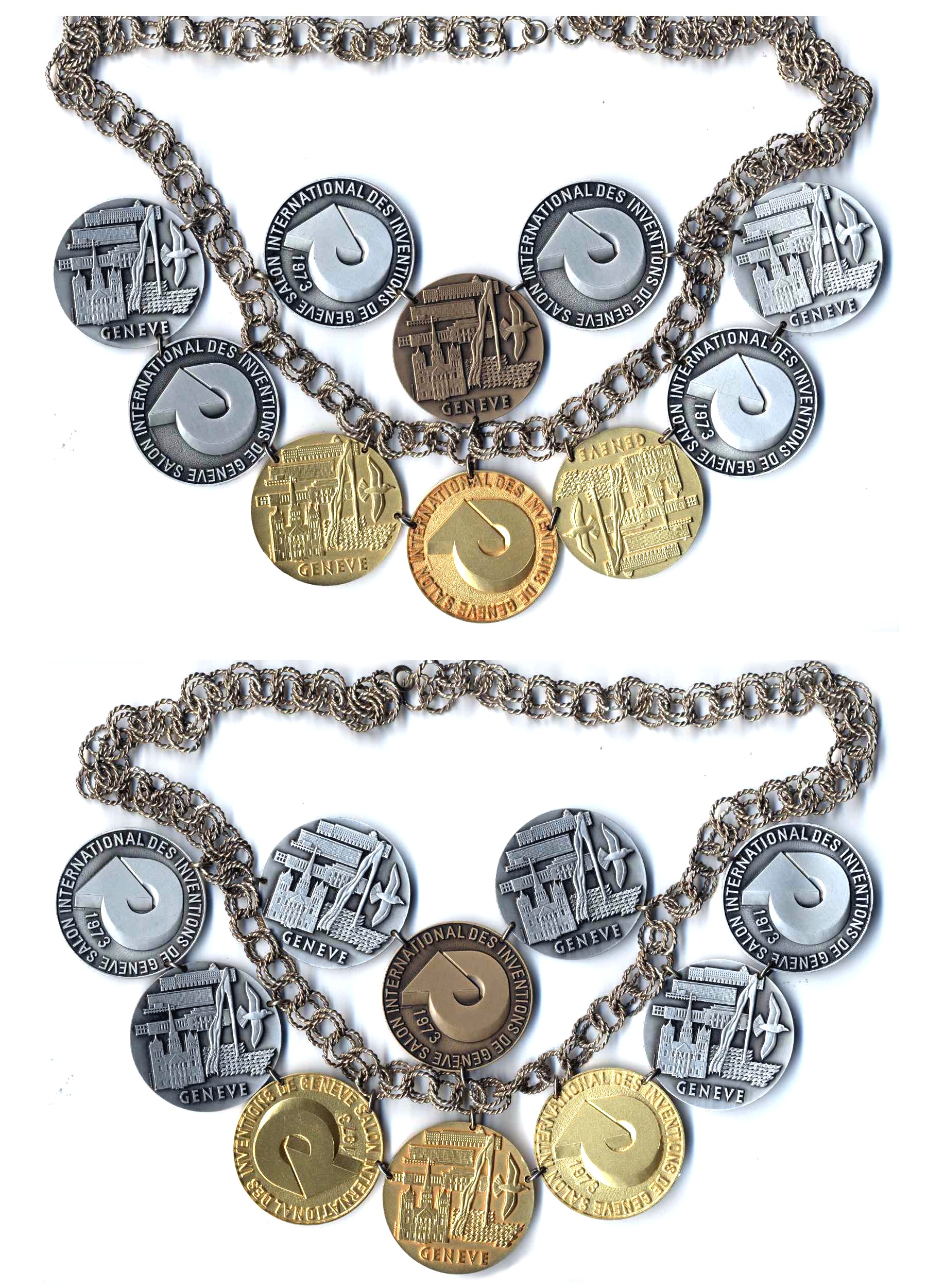
Medaillen von Josef Richard Kaelin von der Internationalen Messe für Erfindungen in Genf (Vorder- und Rückseite)

## Leben
Seine Eltern betrieben ein Sattlerei-, Aussteuer- und Sportgeschäft in Einsiedeln. Seine Mutter Katharina Gasser stammte aus einer sechzehnköpfigen, gutsituierten Bauernfamilie aus Lungern im Kanton Obwalden. Sie heiratete den Sattlermeister Alois Kälin. Josef Richard Kaelin hatte 9 Geschwister, die teilweise aus erster Ehe des Vaters entstanden. Nebst strenger Erziehung konnte er sich seinen Hobbys Modellflugzeugen und dem Sport als Skispringer widmen.
1934 begann er eine Ausbildung zum Bauschlosser und Flugzeugmechaniker. 1937 war seine Aushebung zur Fliegertruppe. 1938 ging er an eine Rekrutenschule und UOF-Schule II/38 in Payerne. 1939 folgte der Eintritt als Flugzeugmechaniker auf dem Militärflugplatz in Dübendorf. 1941 wurde er Hallenchef Militärflugplatz Stans, Buochs, Ennetbürgen (NW). Im selben Jahre besuchte er eine Höhere Unteroffiziersschule und Weiterbildung zum Chefmechaniker in Payern. 1942 wurde er Hallenchef als eidgenössischer Beamter der Militärflugplätze Stans, Buochs-Ennetbürgen und Chefmechaniker der Flieger Kp 18 + Fl.Pk. Kp.4 während des Zweiten Weltkrieges.
Nach der Gründung seiner Firma NORM A.M.C. AG (AMC = Aktive Mikrobiologie C = Chemie - O2-Eintrag) Forschung und Entwicklung war er ab 1947 Geschäftsinhaber als Radio- und Fernsehgeräte so wie Musikautomaten. 1957 erfolgte die Gründung seiner Kultur-Filmgemeinde, Buochs / Ennetbürgen / Beckenried. 1959 war die Verfilmung des Schweizer Spielfilms «Wilhelm Tell» nach Friedrich Schiller. 1960 war die Gründung der URS-FILM (URSchweiz Film) GmbH, 1965 des Tonfilmtheaters in Buochs und seiner Firma NORM AMC AG. In den folgenden Jahren entstanden 360 im In- und Ausland gesprochene Patente und technisches Know-how für BSK (BelüftungsSystem Kaelin)-Produkte.
Auf der Internationalen Messe für Erfindungen erhielt er 2 Goldmedaillen, 4 Silbermedaillen und 1 Bronzemedaille. Weiterhin folgten Veröffentlichungen und Vorträge über Umwelttechnik insbesondere der Energiegewinnung und Belüftungstechnik von Kläranlagen, thermobiologische Schlammaufbereitung und -rückführung.
Er war der Erfinder des BSK-Oberflächenbelüfters, welcher durch die turbinenförmige Konstruktion den heutigen Namen erhielt. BSK-Turbinen werden weltweit in über 2.000 Klärwerken eingesetzt. Aus all den langjährigen Erkenntnissen und gemachten Erfahrungen schuf er in den letzten Jahren seines Lebens eine neue Generation von Oberflächenbelüftern mit auswechselbaren Schaufeln, die einen O2-Ertrag von 4,2 kg/Std. erzielten. Weltweit wurde diese neue Technologie zu Patenten angemeldet und in späteren Jahren gesprochen. Alle Patentunterlagen, Herstellungspläne und Gießformen waren hergestellt. Durch jahrelange technische Untersuchungen durch die Eidgenössische Technische Hochschule Zürich und Rheinisch-Westfälische Technische Hochschule Aachen wurde der Sauerstoffeintrag überprüft und bestätigt. In Wattwil würde unter Normalbedingungen getestet. Seit seinem Ableben wird die Vermarktung und Weiterentwicklung dieser Belüftungstechnologie durch ein deutsches Unternehmen weitergeführt.
1960 verfilmte Josef Richard Kaelin als Produzent mit dem Regisseur Michel Dickoff das Drama «Wilhelm Tell» nach Friedrich Schiller auf Kodak Eastmancolor im Breitwandformat. Der Film wurde als einer der bedeutendsten Schweizer Filme seiner Zeit angesehen.
Kaelin hatte eine Tochter (* 1941) und zwei Söhne (* 1944 und 1947).